# گوریس
گوریس (به ارمنی: Գորիս) یک شهر در ارمنستان است که در استان سیونیک واقع شده‌است. در۶۷ کیلومتری جنوب کاپان، مرکز استان سیونیک واقع شده‌است و فاصله آن از ایروان ۲۴۰ کیلومتراست. گوریس دومین شهر بزرگ سیونیک از نظر جمعیت است. طی سرشماری سال ۲۰۱۱، جمعیت آن ۲۰۵۹۱ نفر بود که از ۲۳۲۶۱ نفر گزارش شده در سرشماری سال ۲۰۰۱ کمتر است. با این حال، طبق برآورد رسمی سال ۲۰۱۶، جمعیت گوریس ۲۰۳۰۰ نفر بود. گوریس مقر اسقف‌نشین سیونیک کلیسای حواری ارمنی است.
گوریس یکی از مهم‌ترین مکان‌های تاریخی و فرهنگی ارمنستان به حساب می‌آید. اغلب به عنوان مرکز فرهنگی سیونیک در نظر گرفته می‌شود. به همین دلیل، مقصد گردشگری مطلوبی برای مسافران داخلی و خارجی است و تعداد زیادی هتل و مسافرخانه دارد.

## تاریخچه
شهر گوریس در میان تپه‌زارهای سبز قرار گرفته و آثار معماری اصیل ارمنی در آن حفظ شده‌است. در درون تپه‌ها غارهای دست‌سازی دیده می‌شود که در قدیم مسکونی بوده.

## جغرافیا و آب و هوا
گوریس ۸ کیلومترمربع مساحت و ۲۰٬۵۹۱ نفر جمعیت دارد و ۱٬۲۵۰–۱٬۵۲۰ متر بالاتر از سطح دریا واقع شده‌است. در کیلومتری جنوب کاپان، مرکز استان سیونیک واقع شده‌است.

## فرهنگ
در گوریس موزه‌ای به نام «موزه منطقه‌ای» وجود دارد. خانهٔ آکسل باکونتس، نویسنده ارمنی، در این شهر تبدیل به موزه شده‌است.

## اقتصاد
اقتصاد گوریس که خانه بسیاری از کارخانه‌های فرآوری مواد غذایی است، عمدتاً مبتنی بر صنایع سبک است. ودکاهای میوه، از محصولات محلی محبوب در گوریس هستند.
گوریس محل نیروگاه برق آبی وروتان (گشایش‌شده در سال ۱۹۸۹)، یکی از تامین‌کنندگان اصلی برق در ارمنستان است. سایر شرکت‌های صنعتی بزرگ در گوریس شامل شرکت راه‌سازی Vosmar LLC (تأسیس در سال ۲۰۰۲)، تولیدکننده دستگاه‌های الکترونیکی گوریس گاما (تأسیس در سال ۲۰۰۳) و شرکت آب چشمه بسته‌بندی شده گروه گوریس (تأسیس در سال ۲۰۰۵) است.

## ورزش
- باشگاه فوتبال زانگزور -

## روابط بین‌المللی
شهرهای خواهرخوانده
- نیاسیز، بلاروس
- وین، ایزر، فرانسه

## مشاهیر بومی
- آکسل باکونتس (۱۹۳۷–۱۸۹۹), نویسنده مترجم و فعال اجتماعی اهل ارمنستان
- سرو خانزادیان (۱۹۹۸–۱۹۱۵), نویسنده اهل ارمنستان
- یوری باخشیان (۱۹۹۹–۱۹۴۷), سیاست‌مدار اهل ارمنستان
- گوروس (۱۹۸۱–۱۹۰۵), نقاش اهل ارمنستان
- گوسان آشوت (۱۹۸۹–۱۹۰۷), گوسان اهل ارمنستان

## نگارخانه

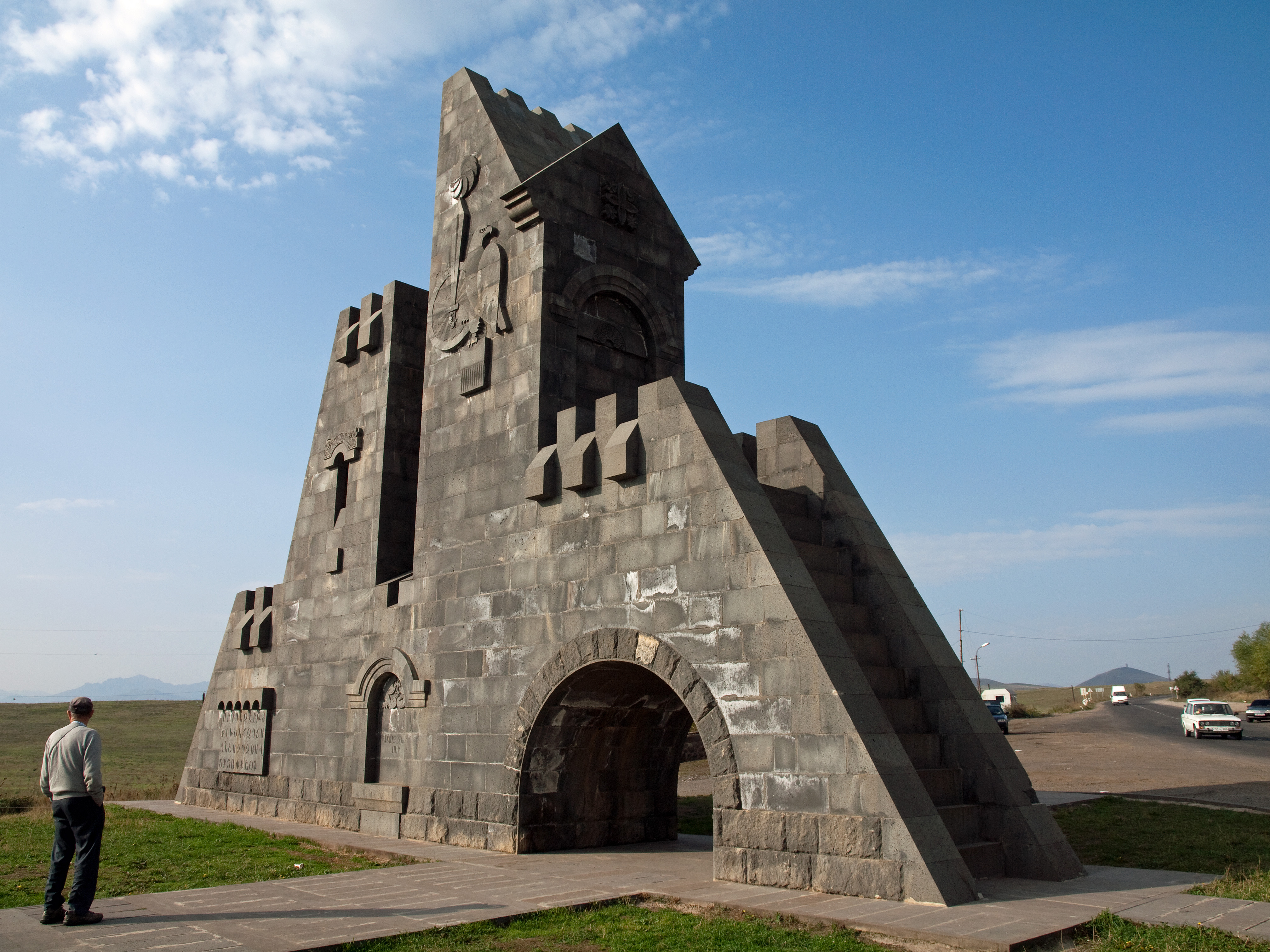
The gate of Goris
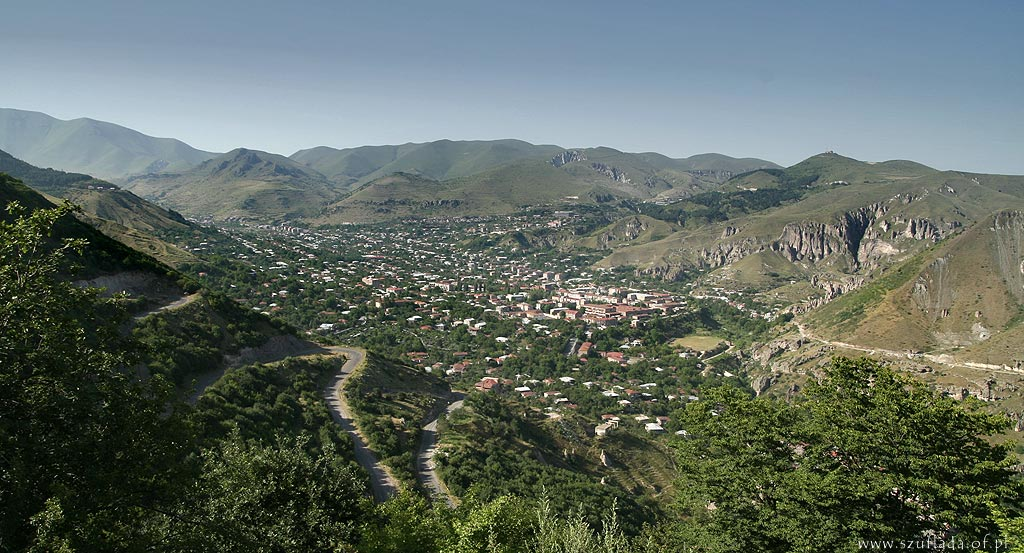
Panoramic view
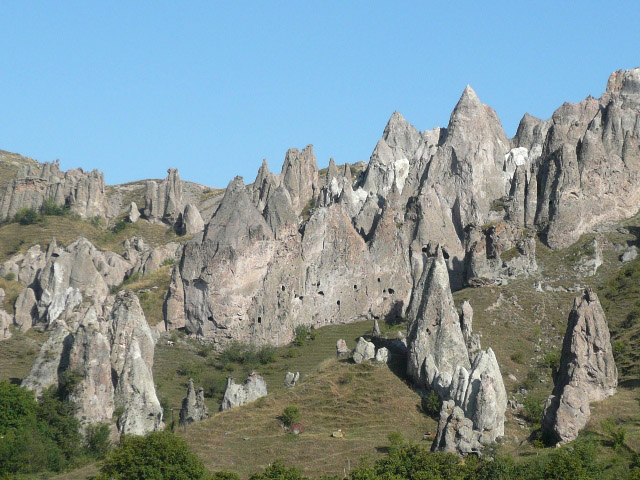
The "pyramids" of Goris
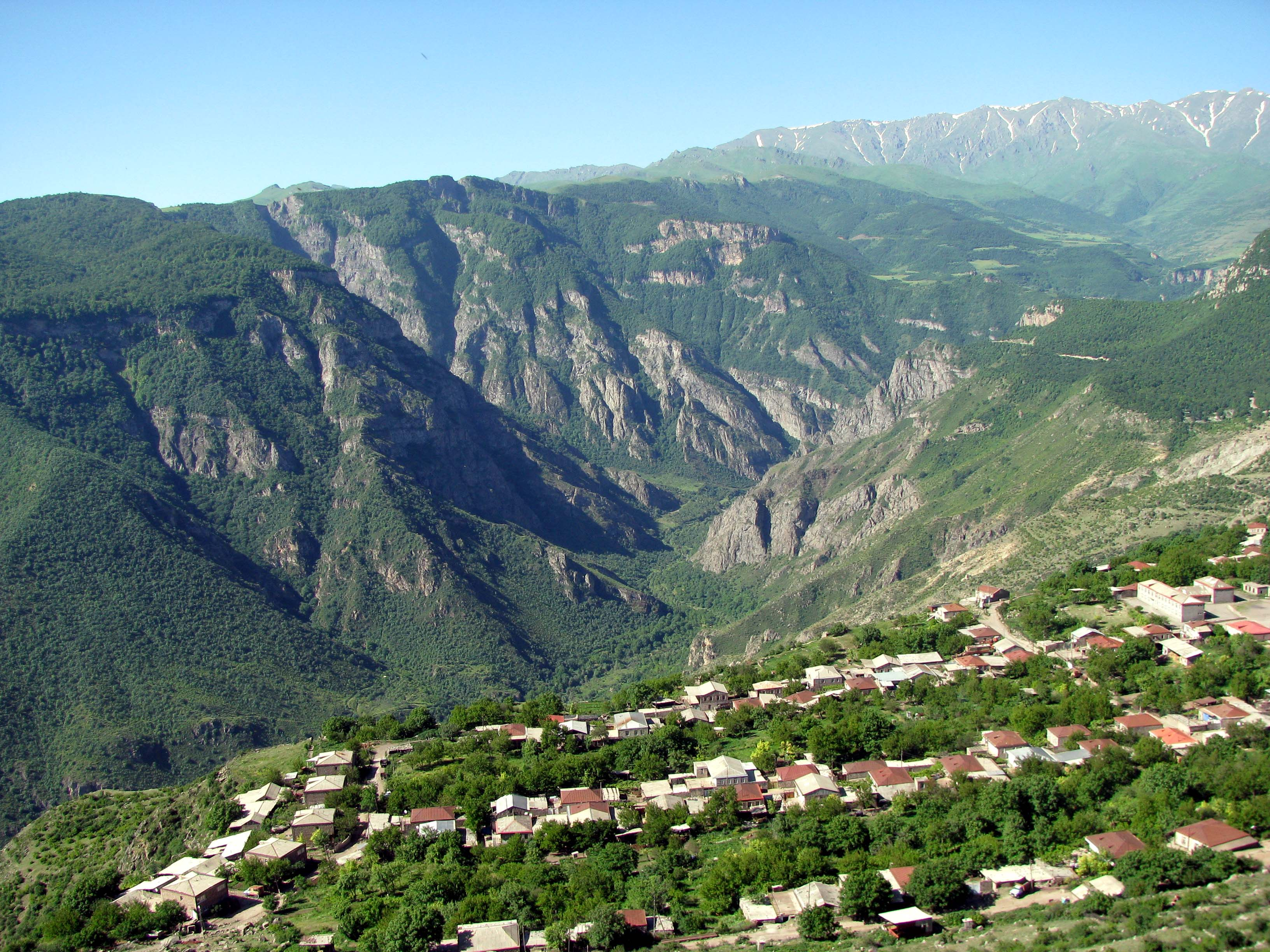
هالیدزور village, Goris region
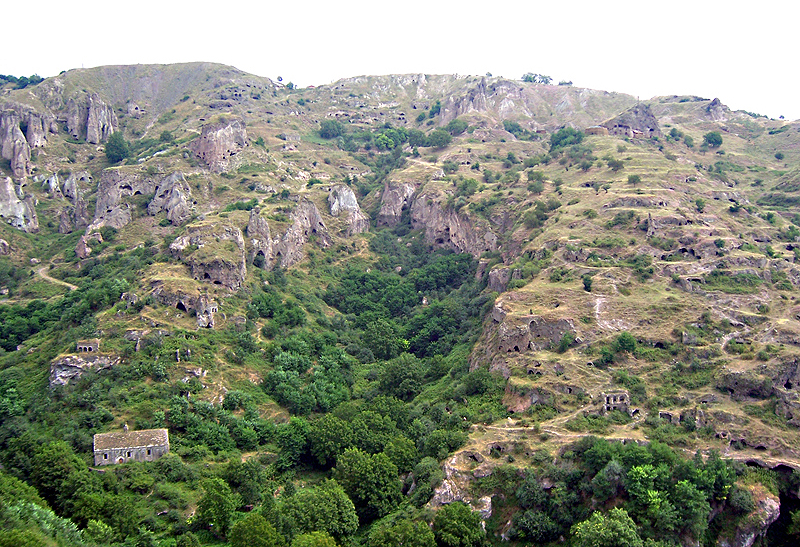
Caves of خندزورسک،  Goris Region
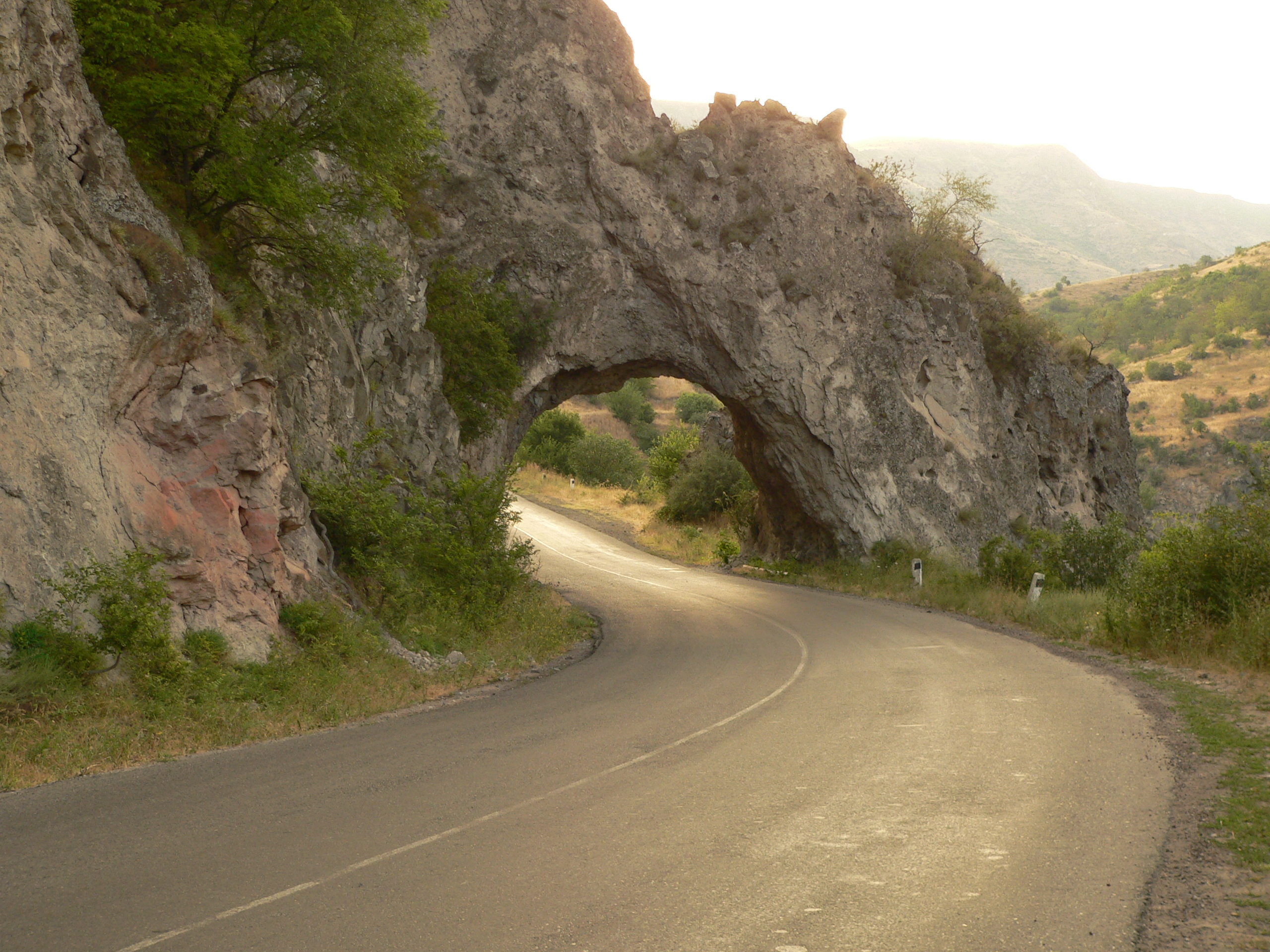
Kapan-Goris road
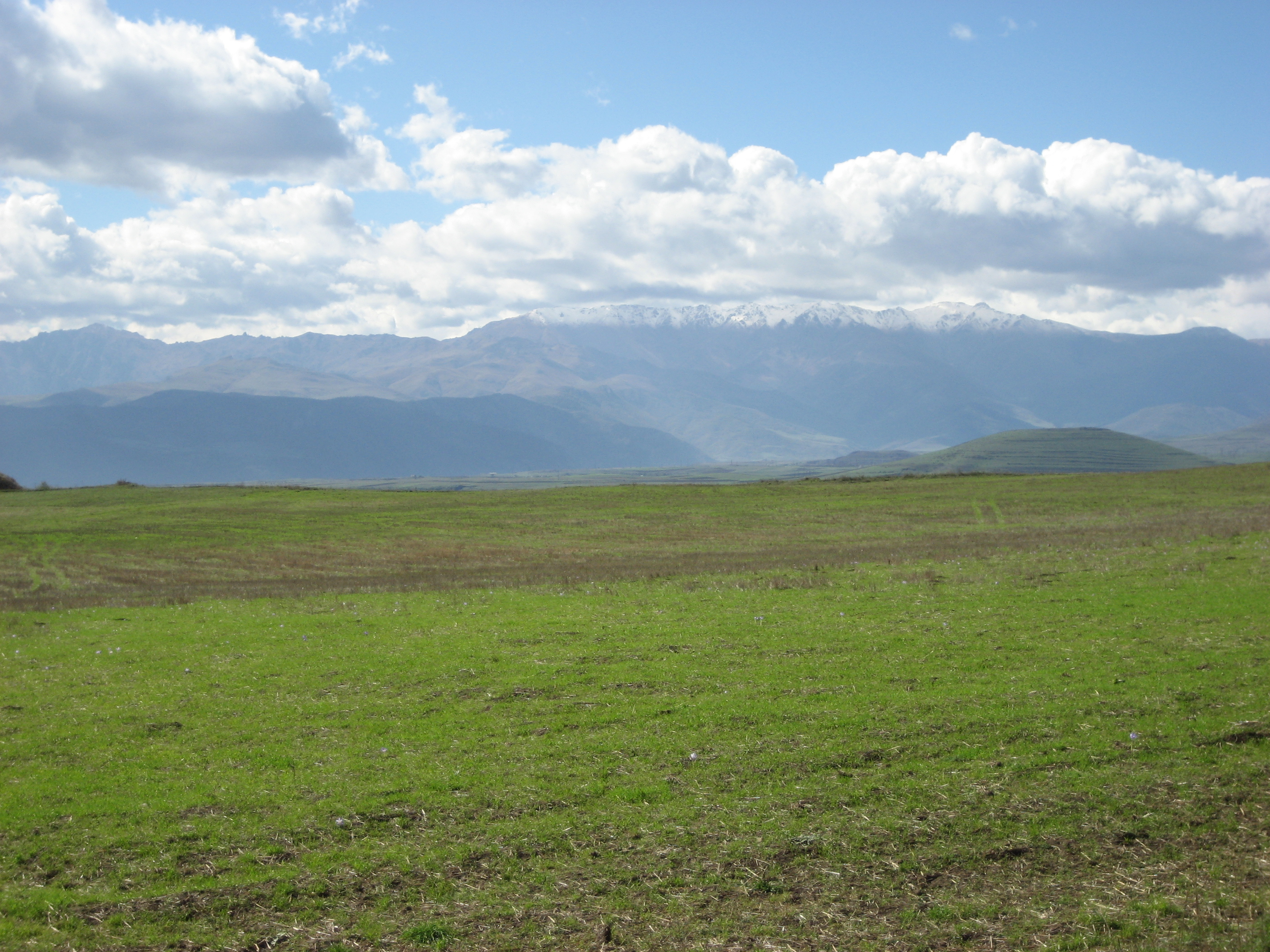
کوهستان زنگه‌زور
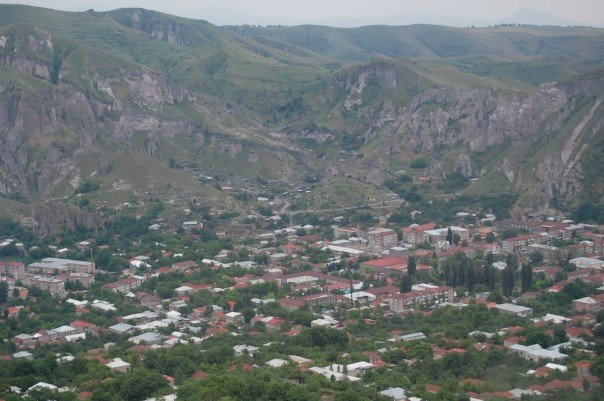
دورنمای گوریس
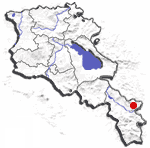

## مطالعه بیشتر
- "RA 2001 POPULATION AND HOUSING CENSUS RESULTS" (PDF).
- Kiesling, John Brady; Kojian, Raffi (June 2000). Rediscovering Armenia: An Archaeological/touristic Gazetteer and Map Set for the Historical Monuments of Armenia. Yerevan/Washington D.C.
- Հայաստանի Հանրապետության բնակավայրերի բառարան. Yerevan. 2008.
- "RA 2001 POPULATION AND HOUSING CENSUS RESULTS" (PDF).
- "RA SYUNIK MARZ" (PDF).
- "佩邁赭 慍霄RA SYUNIK MARZ" (PDF).
- "ԲԱԺԻՆ 1 - Statistical Committee of the Republic of Armenia" (PDF).
- Հայաստանի Հանրապետության բնակավայրերի բառարան. Yerevan. 2008.